# Салліван (округ, Теннессі)
Шаблон:StateAbbr_ 36°31′ пн. ш. 82°18′ зх. д. / 36.51° пн. ш. 82.3° зх. д.
Округ  Салліван (англ. Sullivan County) — округ (графство) у штаті  Теннессі, США. Ідентифікатор округу 47163.

## Історія
Округ утворений 1779 року.

## Демографія
За даними перепису 2000 року загальне населення округу становило 153048 осіб, зокрема міського населення було 112398, а сільського — 40650. Серед мешканців округу чоловіків було 73860, а жінок — 79188. В окрузі було 63556 домогосподарств, 44802 родин, які мешкали в 69052 будинках. Середній розмір родини становив 2,84.
Віковий розподіл населення поданий у таблиці:
| Стать    | До 15 років | 15-21 | 22-29 | 30-39 | 40-49 | 50-65 | 65-85 | Понад 85 |
| -------- | ----------- | ----- | ----- | ----- | ----- | ----- | ----- | -------- |
| Чоловіки | 14181       | 6266  | 7151  | 10862 | 11480 | 14126 | 9108  | 686      |
| Жінки    | 13481       | 6000  | 7190  | 11092 | 11936 | 14957 | 12731 | 1801     |

## Суміжні округи
- Вашингтон, Вірджинія — північний схід
- Бристоль, Вірджинія — північний схід
- Джонсон — схід
- Картер — південний схід
- Вашингтон — південний захід
- Гокінс — захід
- Скотт, Вірджинія — північний захід

## Виноски
1. ↑  U.S. Decennial Census. United States Census Bureau. Архів оригіналу за 12 травня 2015. Процитовано 14 квітня 2015.
2. ↑  Historical Census Browser. University of Virginia Library. Архів оригіналу за 11 серпня 2012. Процитовано 14 квітня 2015.
3. ↑  Forstall, Richard L., ред. (27 березня 1995). Population of Counties by Decennial Census: 1900 to 1990. United States Census Bureau. Архів оригіналу за 21 лютого 2015. Процитовано 14 квітня 2015.
4. ↑  Census 2000 PHC-T-4. Ranking Tables for Counties: 1990 and 2000 (PDF). United States Census Bureau. 2 квітня 2001. Архів оригіналу (PDF) за 18 грудня 2014. Процитовано 14 квітня 2015.
5. ↑  State & County QuickFacts. United States Census Bureau. Архів оригіналу за 22 лютого 2016. Процитовано 7 грудня 2013. [Архівовано 2011-07-07 у Wayback Machine.](англ.) Наведено за англійською вікіпедією.
6. ↑  American FactFinder. Бюро перепису населення США. Архів оригіналу за 26 лютого 2012. Процитовано 31 січня 2008. [Архівовано 2008-05-21 у Wayback Machine.]

| США | Це незавершена стаття з географії США. Ви можете допомогти проєкту, виправивши або дописавши її. |